# Televisión de Ciertopelo
Televisión de Ciertopelo o también abreviado TV de Ciertopelo (título original: Fur TV) es un show de comedia de títeres creado por Chris Waitt y Henry Trotter, y transmitido por MTV One en el Reino Unido. El programa utiliza el estilo de las marionetas de Los Muppets, pero en un ambiente sólo apto para adultos. Los personajes llevan a cabo actividades como el consumo de alcohol o tener sexo.

## Personajes principales
- Fat Ed Tubbs: Está obsesionado por el heavy metal, es grosero, agresivo, violento, roza el alcoholismo y a veces pervertido. Le encanta la comida chatarra y cuando se enfada, golpea a Mervin.

- Mervin J. Minky: Adicto a la masturbación, es estúpido, pervertido y obsesivo por la pornografía. Es uno de los más desgraciados. Nadie tiene el corazón para decirle que es adoptado.
- Lapeño Enriquez: Adicto a las relaciones sexuales, es DJ, es brasileño y además es el narrador de la serie. También muestra al público un alto sentido de madurez.

## Personajes Secundarios

### Títeres
- Pussy Monster: Un cantante de Hardcore Rap fallecido, Mervin era su fan #1.

- Fit Ed: Primo fallecido de Fat Ed, tenía una gran musculatura.

- Apples: Ex - novia de Fat Ed y adicta a montarla, trabaja como mesera de comida rápida. Tiene el mismo carácter agresivo que Ed.
- DJ Yo-Yo: ES un DJ, enemigo de Lapeno, que usa un cubo para sus canciones.

### Humanos
- Pussy: Es el reportero y noticiero de MTV, siempre se le ve haciendo noticias.

- Los amigos de Eddy: Son los amigos de Fat Ed. Todos tienen apariencia ruda y de ser metaleros, al igual que Ed.

- Los amigos de Mervin: Son los amigos de Mervin. Todos son afeminados y abiertamente gays, Mervin los conoce en una despedida de soltero.

- Melvin: Era el guardaespaldas de Pussy Moster, tiene una gran musculatura y cuando Pussy Monster murió la herencia iba en realidad a estar destinada a él.

- Ilia "El Matador": Un luchador campeón de los puños peludos, en su brazo tiene a todos los que ha matado y fue derrotado finalmente por Fat Ed, que lo desmayo con su aliento.

- Lucia: Adicta a las Relaciones sexuales novia de Bruno y ex-amante de Lapeno.

- Bruno: Era el ex - enemigo de Lapeno,novio de lucia y después fue su amigo, Fat Ed lo asesinó disparándole.

## Título
El título original del programa es Fur TV (esto se debe a la avenida Furry donde habitan los personajes principales), el cual se puede traducir como "Televisión de Pelo, Pelaje o Piel", pero para darle un efecto cómico, se tradujo en un anagrama de terciopelo, es decir ciertopelo, quedando en Televisión de Ciertopelo, que en ocasiones es abreviado como "TV de Ciertopelo" nombre que tiene mucha fama hoy en día.

## Producción
Originalmente fue concebido como un cortometraje (también emitido raras veces por MTV Latinoamérica, desde su estreno en 2006) que ganó un Premio Greenlight por Comedia en 2002, se convirtió en un piloto el cual se transmitió por BBC2 en 2004 y ganó el Rose D'Or por Mejor Piloto en el Festival de TV de Montreaux TV. MTV la adquirió como serie de televisión y el show tuvo su premier en el 2008.

## Emisión
En la actualidad se transmite por MTV One, MTV2 en Canadá y MTV en Australia, Nueva Zelanda, Alemania, los Países Bajos, Italia y Francia, donde es conocido como Télé Poils.
En América Latina, MTV Latinoamérica comenzó a emitir la serie en 2006 todos los domingos a las 9:00 p. m. a partir del domingo 14 de septiembre de 2008.
En Chile, el estreno se llevó a cabo por la misma cadena pero el jueves 18 de septiembre a las 10:30 p. m.
De su estreno, se comentó lo siguiente:

En la nueva comedia vergonzosa de MTV los títeres viven en nuestro mundo y no tienen nada que hacer salvo diabluras, como evitar a caníbales, o hasta clonarse ellos mismos
La Nación sobre el estreno de Televisión de Ciertopelo.

### Controversia
Dado su carácter provocativo y su estilo de humor, la serie constantemente no ha sido bien recibida. Entre las principales críticas contra la serie se encuentran su enfoque de varios temas de sátira como la sexualidad, el consumo de alcohol o la actualidad. También se ha criticado que su aspecto de serie de títeres pudiera influenciar a la infancia (especialmente Mervin, ya que los niños lo pueden confundir con Elmo), a lo que los creadores de la serie han respondido que TV de Ciertopelo está claramente destinada a un público adulto. Las críticas contra la serie también se han dado en otros países, además que las bromas de sexualidad se dan principalmente en el personaje de Mervin o en Lapeno.

## Doblaje
El doblaje del episodio piloto para América Latina adquirió notoriedad al incluir a miembros de la escena musical mexicana como Álex Lora, Jonás González de Plastilina Mosh y Micky Huidobro de Molotov.
| Doblaje de Televisión de Ciertopelo | Doblaje de Televisión de Ciertopelo | Doblaje de Televisión de Ciertopelo       |
| Créditos técnicos:                  | Créditos técnicos:                  | Créditos técnicos:                        |
| ----------------------------------- | ----------------------------------- | ----------------------------------------- |
| Crédito/Región                      | Doblaje de España                   | Doblaje de Latinoamérica                  |
| Director de Doblaje:                |                                     |                                           |
| Director de Diálogo:                |                                     |                                           |
| Estudio de Doblaje:                 |                                     | Efellco Producciones                      |
| Reparto                             |                                     |                                           |
| Papel                               | Actor de doblaje de España          | Actor de doblaje de Latinoamérica         |
| Edgard “Fat Ed” Tubbs               |                                     | Micky Huidobro (piloto) / Mario De Candia |
| Lapeño Enríquez                     |                                     | Jonás González (piloto) / Diego Brizzi    |
| Mervin J. Minky                     |                                     | Álex Lora (piloto) / Hernán Bravo         |
| Voces adicionales                   |                                     | ?                                         |